# (163153) Takuyaonishi
(163153) Takuyaonishi est un astéroïde de la ceinture principale.

## Description
(163153) Takuyaonishi est un astéroïde de la ceinture principale. Il fut découvert le 12 février 2002 à Kuma Kogen par Akimasa Nakamura. Il présente une orbite caractérisée par un demi-grand axe de 2,44 UA, une excentricité de 0,17 et une inclinaison de 11,2° par rapport à l'écliptique.

## Compléments